# Hof Hauptbahnhof
Hof Hauptbahnhof is een spoorwegstation in de gemeente Hof in de Duitse deelstaat Beieren. Het station werd in 1848 geopend.

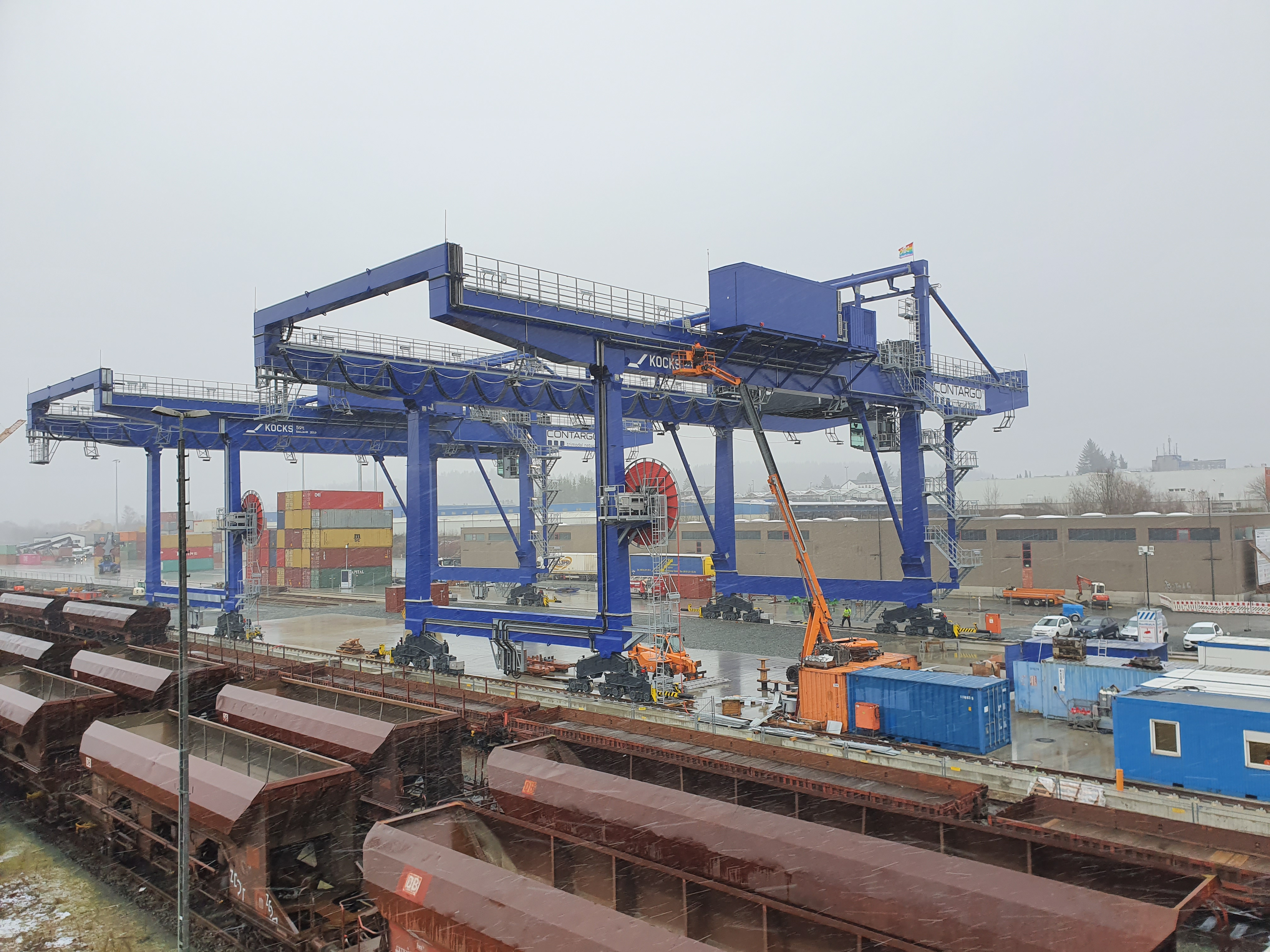
Containerterminal (2020)

Naast het station van Hof ligt een uitgestrekt, in de jaren 2010 gemoderniseerd goederenstation met containerterminal.

## Geschiedenis

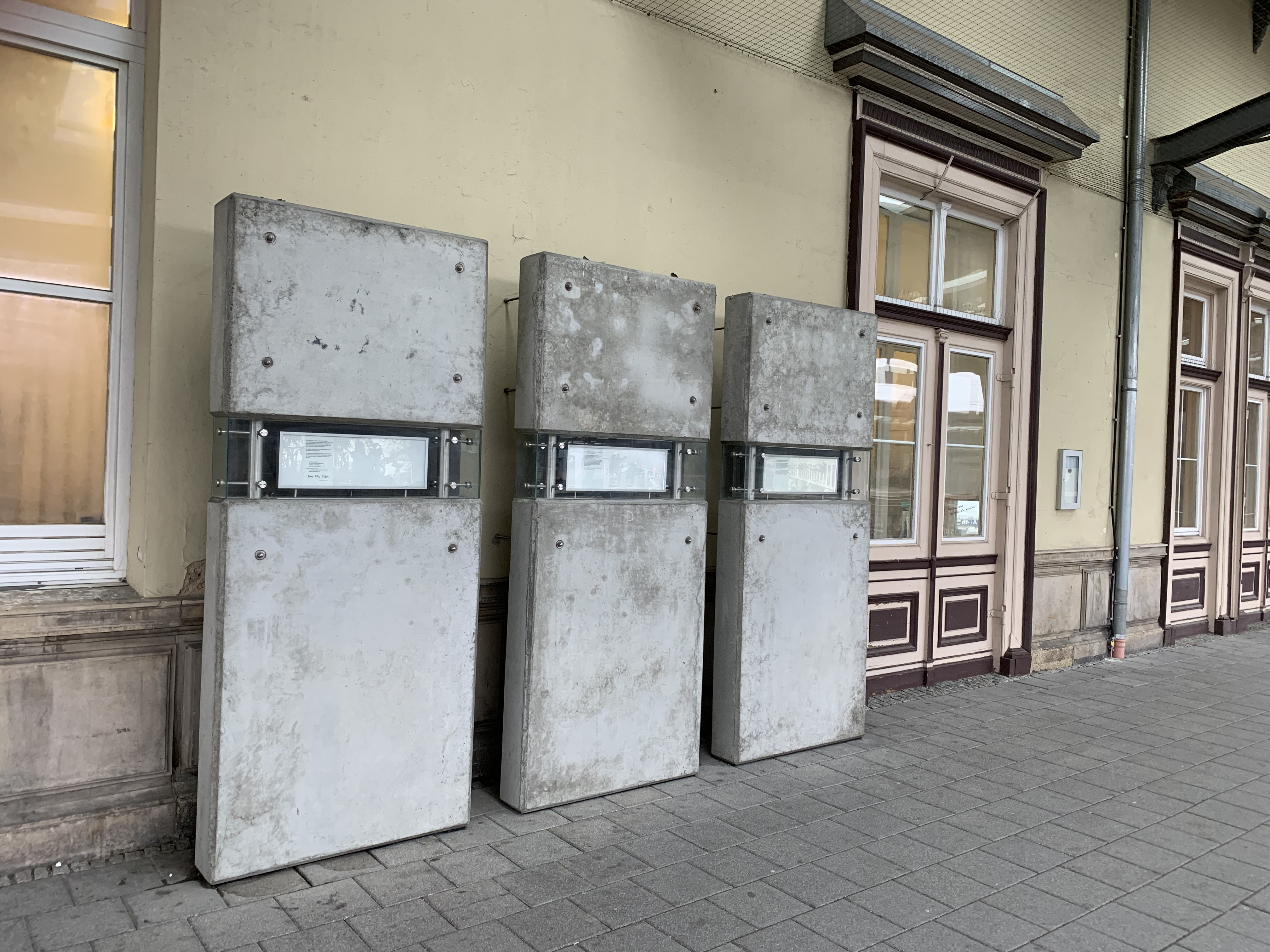
Monument vluchtelingentreinen uit Praag 1989

Hof was het aankomststation van 14 treinen uit Praag, gevuld met vluchtelingen uit de DDR. Dezen waren in de zomer en vroege herfst van 1989 het communistische regime in hun land ontvlucht, door op "vakantie" naar Tsjecho-Slowakije te gaan, en vervolgens naar de ambassade van West-Duitsland te Praag te gaan, en daar een verzoek in te dienen om naar de Bondsrepubliek te emigreren. Na veel onderhandelingen stond de DDR toe, dat treinen vanuit Praag door de DDR heen deze mensen naar het station van Hof in Beieren te vervoeren. Wel moesten deze Republikflucht plegende mensen bij tussenstops ( o.a. voor het wisselen van locomotieven) op Oost-Duits grondgebied nog de nodige chicanes ondergaan, o.a. het inleveren van hun Oost-Duitse identiteitsdocumenten. Ook waren er nog enige incidenten, omdat andere Oost-Duitsers onderweg op de treinen probeerden te klimmen of te springen. Met de 14 treinen zijn uiteindelijk circa 15.000 mensen van de DDR naar de Bondsrepubliek gevlucht. Vele honderden van hen zijn tijdelijk of voor langere tijd in Hof blijven wonen.